# Jahurul Islam
Jahurul Islam (Bengalisch জহুরুল ইসলাম; * 1. August 1928 in Bhagalpur, Bajitpur, Kishoreganj, Bengalen, Britisch-Indien; † 19. Oktober 1995 in Singapur) war ein Unternehmer aus Bangladesch. Er war der Gründungsvorsitzende der Islam Group.

## Leben

### Frühe Lebensjahre
Juhurul Islam wurde am 1. August 1928 im Dorf Bhagalpur in Bajitpur im Distrikt Kishoreganj in Britisch-Indien geboren. Er studierte an der Shararchar High School und der Bajitpur High School. Seine Prüfungen absolvierte er an der Ripon High School in Kalkutta. Aus finanziellen Gründen konnte er sich nicht weiterbilden. Er trat 1948 in den Beruf eines niedrigrangigen Regierungsangestellter ein.

### Karriere
Islam begann seine Karriere als Auftragnehmer, nachdem er den Staatsdienst verlassen hatte, und nutzte die Erfahrungen, die er dort gesammelt hatte. 1965 gründete er Eastern Housing Ltd. Während der Hungersnot in Bangladesch 1974 eröffnete er fünf Lebensmittelküchen, um die Armen zu ernähren. 1975 gründete er die Bengal Development Corporation. Seine Firma baute Gebäude auf dem Sangshad Bhaban-Gelände, das Bangladesh Bank Building, das Bangladesh High Court Building, das Bangladesh Supreme Court Building, das MP hostel, und einer der wichtigsten Autobahnen in Bangladesch. Die Bengal Development Corporation erhielt Bauaufträge in Abu Dhabi, im Irak und im Jemen. In den Jahren 1985 und 1986 gründete Islam Navana Pharmaceuticals Limited. 1989 gründete Islam das Jahurul Islam Medical College.

### Tod und Nachfolge
Islam starb am 19. Oktober 1995 in Singapur an einem Herzinfarkt. Sein Sohn, Manzurul Islam, ist der derzeitige Vorsitzende der Islam Group.